# Breznica, Gospa Sveta
Breznica (nemško Wrießnitz) je naselje v Občini Gospa Sveta v Okraju Celovec-dežela na Koroškem v Avstriji.